# Terastia margaritis
Terastia margaritis is een vlinder uit de familie van de grasmotten (Crambidae), uit de onderfamilie van de Spilomelinae. De wetenschappelijke naam van deze soort is voor het eerst voorgesteld als Agathodes margaritis door Cajetan Freiherr von Felder, Rudolf Felder en Alois Friedrich Rogenhofer in een publicatie uit 1875.

## Verspreiding
De soort komt voor in Congo-Kinshasa, Kenia, Zambia, Mozambique, Namibië, Botswana, Zimbabwe, Zuid-Afrika.

## Waardplanten
De rups leeft op Erythrina caffra en Erythrina zeyheri (ploegbreker) van de vlinderbloemenfamilie (Fabaceae).